# Municipio de Mooresville
El municipio de Mooresville (en inglés: Mooresville Township) es un municipio ubicado en el condado de Livingston en el estado estadounidense de Misuri. En el año 2010 tenía una población de 314 habitantes y una densidad poblacional de 4,33 personas por km².

## Geografía
El municipio de Mooresville se encuentra ubicado en las coordenadas 39°44′22″N 93°42′59″O / 39.73944, -93.71639. Según la Oficina del Censo de los Estados Unidos, el municipio tiene una superficie total de 72.59 km², de la cual 72,36 km² corresponden a tierra firme y (0,31 %) 0,23 km² es agua.

## Demografía
Según el censo de 2010, había 314 personas residiendo en el municipio de Mooresville. La densidad de población era de 4,33 hab./km². De los 314 habitantes, el municipio de Mooresville estaba compuesto por el 98,09 % blancos, el 0,32 % eran afroamericanos, el 0,32 % eran asiáticos y el 1,27 % eran de una mezcla de razas. Del total de la población el 0 % eran hispanos o latinos de cualquier raza.